# Calliphora peruviana
Calliphora peruviana este o specie de muște din genul Calliphora, familia Calliphoridae, descrisă de Robineau-desvoidy în anul 1830. Conform Catalogue of Life specia Calliphora peruviana nu are subspecii cunoscute.